# にし阿波お勧めビューポイント100選

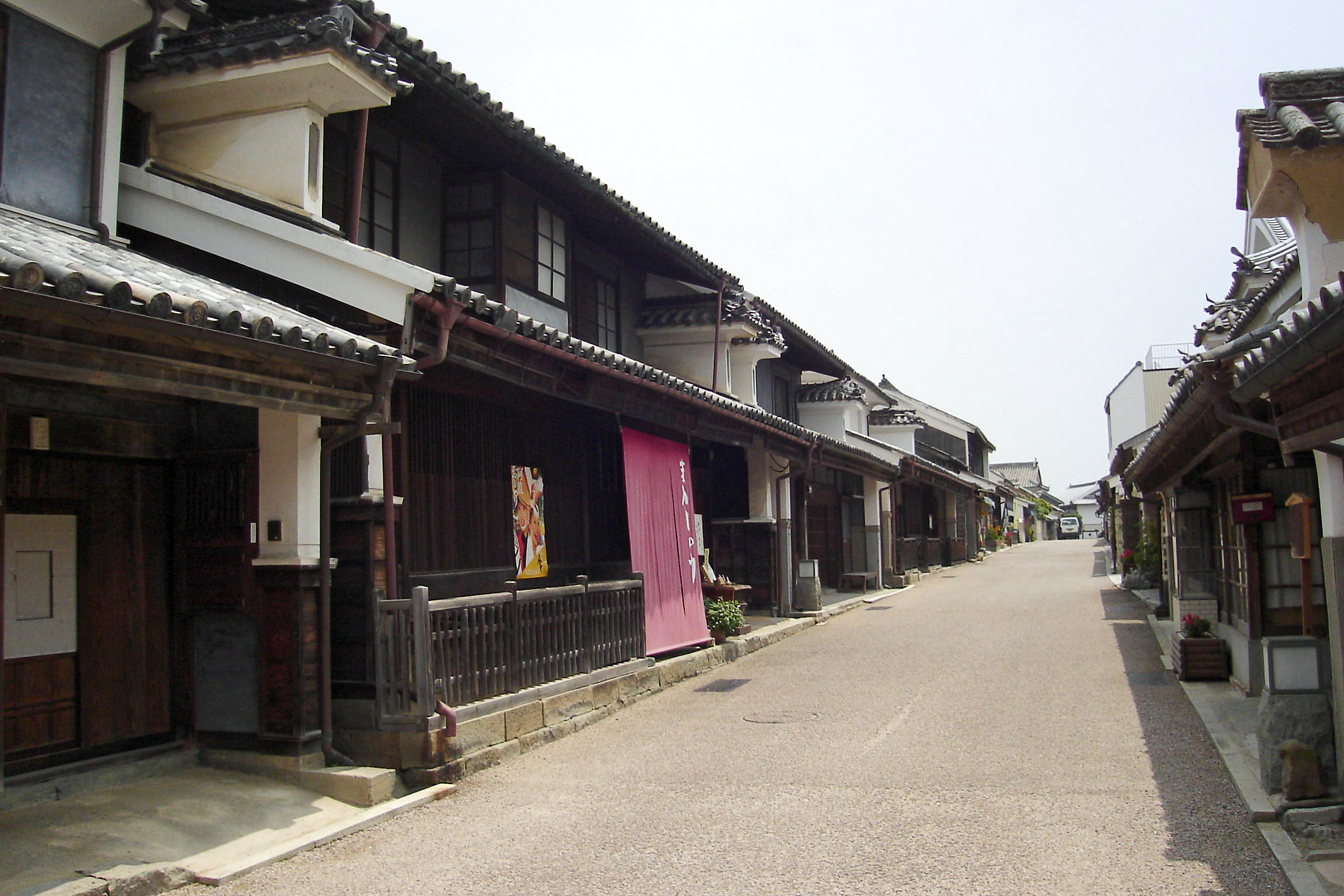
脇町うだつの町並み

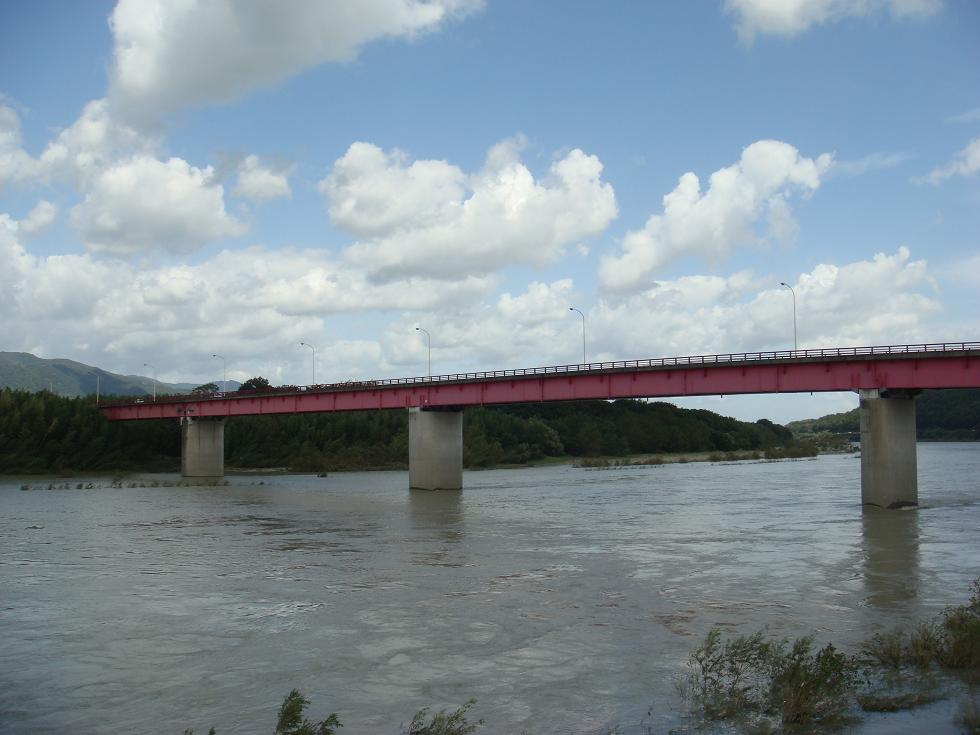
穴吹橋

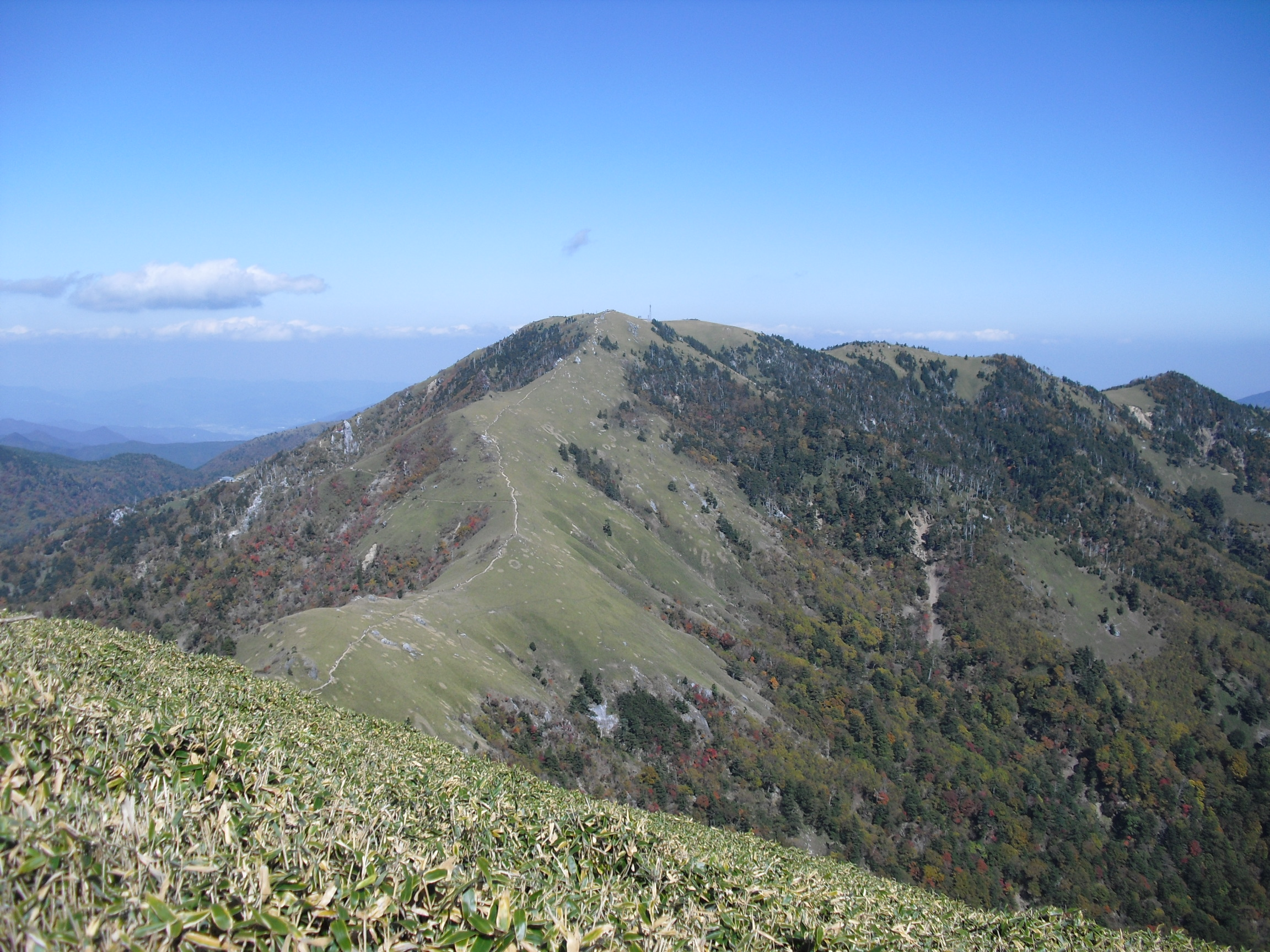
剣山

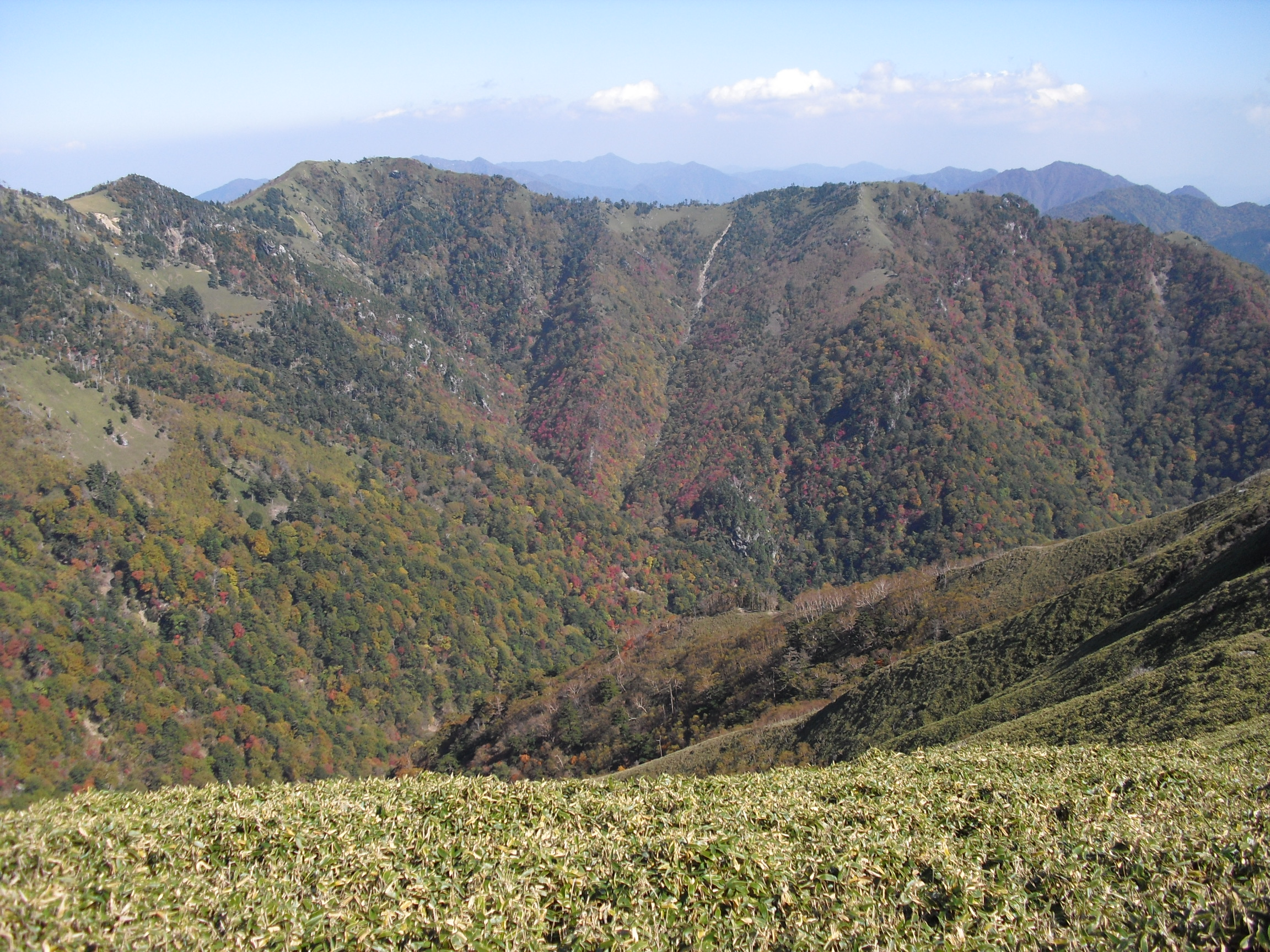
一の森

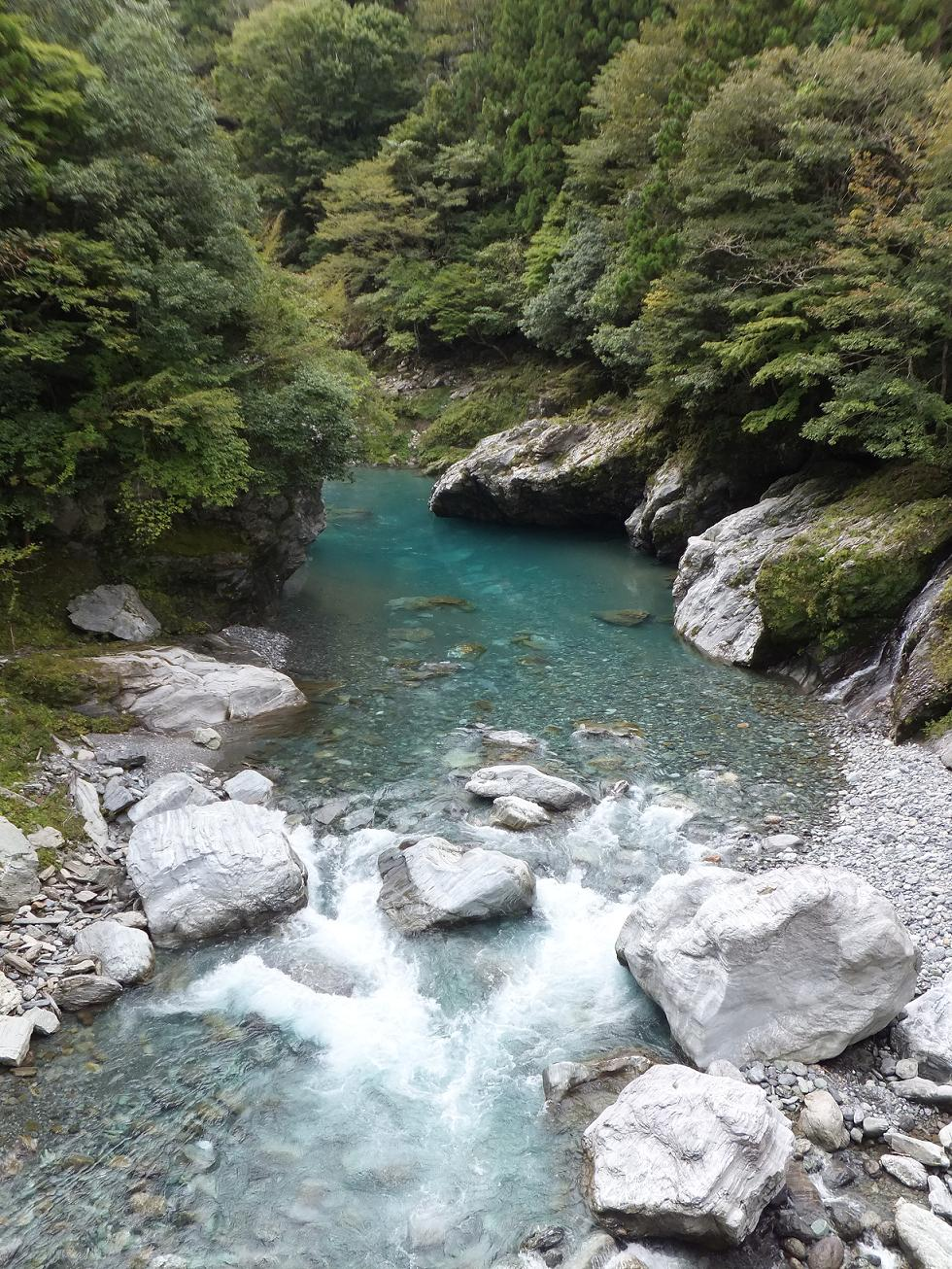
穴吹川

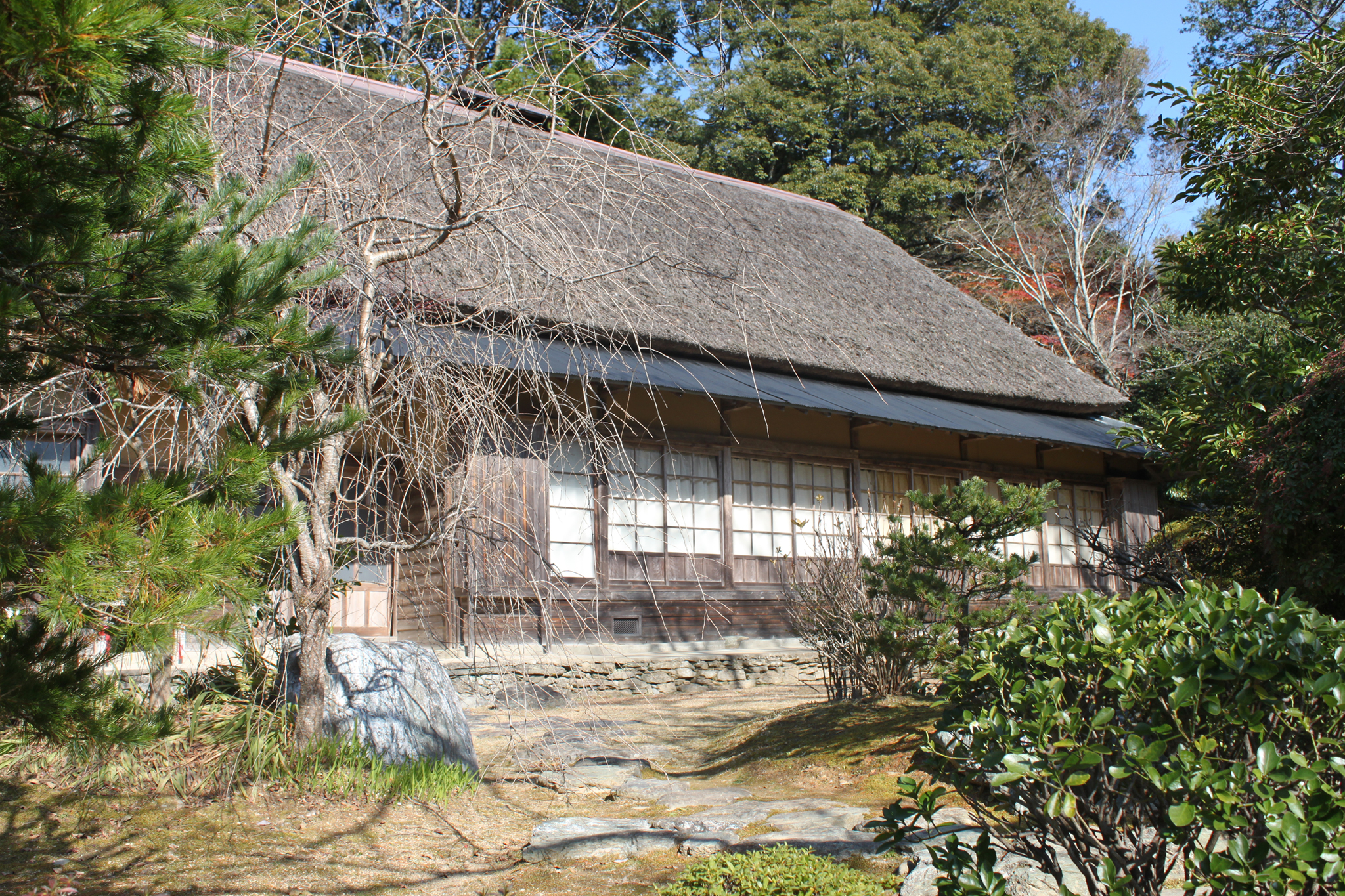
三木家住宅

にし阿波お勧めビューポイント100選（にしあわおすすめビュースポットひゃくせん）は、徳島県西部総合県民局が選定した徳島県西部にある104箇所の名所。

## 概要
2011年（平成23年）に、徳島県西部総合県民局が徳島県西部の自然や町並みなどを対象に104箇所を選定した「にし阿波お勧めビューポイント100選」を設立した。選定地域は美馬市・三好市・つるぎ町・東みよし町の4つの市町からなる。

## 名所一覧

### 美馬市
- デ・レイケ公園
- 脇町うだつの町並み
- 脇町潜水橋
- 脇町劇場オデオン座
- 東林寺
- 郡里廃寺
- 美馬の安楽寺
- 美馬町寺町
- 穴吹川潜水橋
- 舞中島高石垣
- 穴吹橋モニュメント
- 油屋美馬館からの眺望
- 剣山頂上からの眺望
- 一の森頂上からの眺望
- 川井峠の桜
- 剣峡
- 穴吹川
- 三頭山からの眺望
- 八百萬神之御殿
- 広棚の芝桜
- 木屋平中学校の大銀杏
- 石尾神社と露頭岩
- 磐境神明神社
- 首野集落
- 三木家住宅
- 願勝寺
- 渕名集落からの眺望とコエグロ
- 恋人峠
- 木屋平の案山子
- 伊射奈美神社
- 別所の大クス
- 本楽寺庭園
- 中尾山高原大森ノ池
- 美村が丘からの眺望

### 三好市

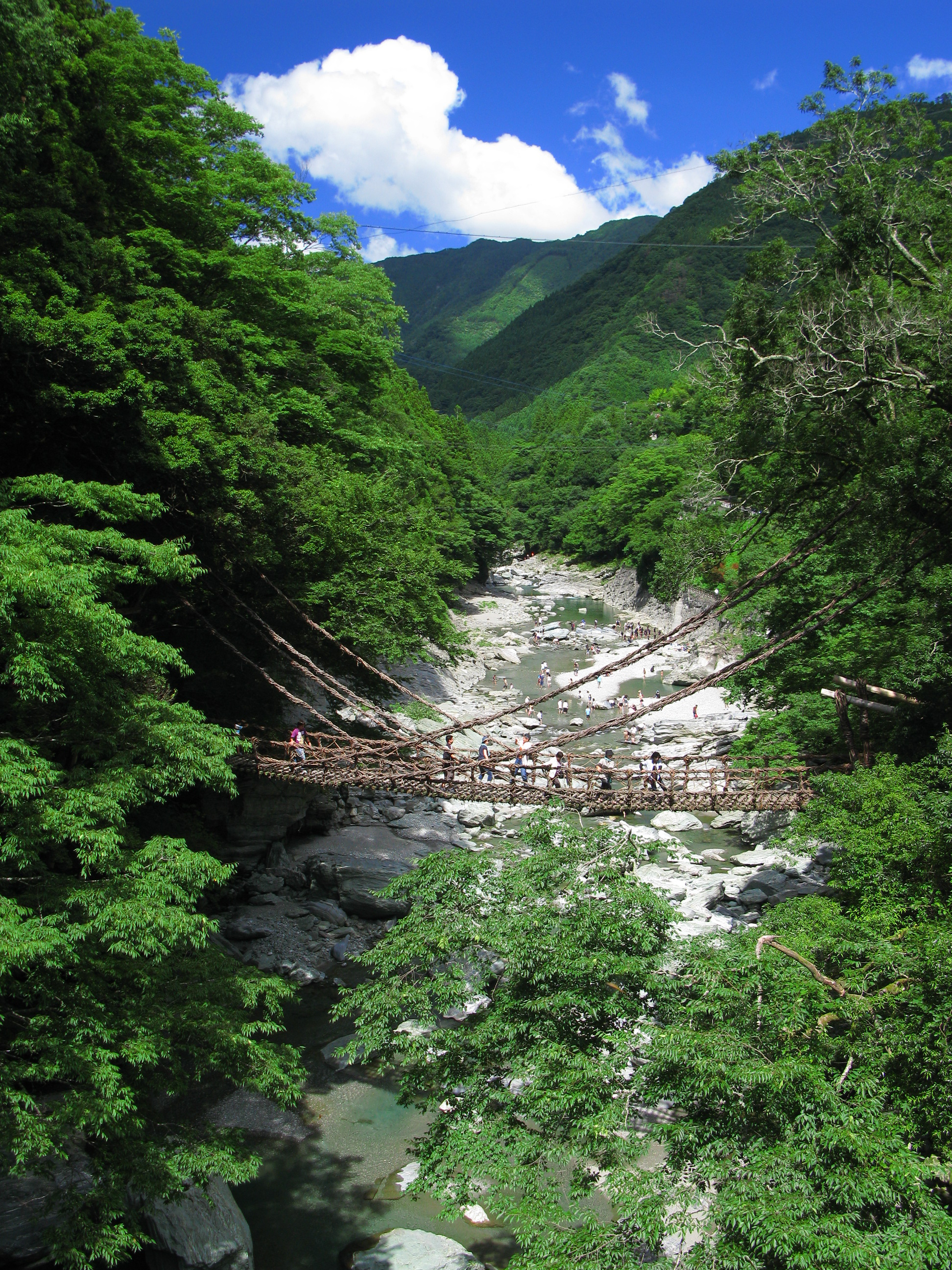
祖谷のかずら橋

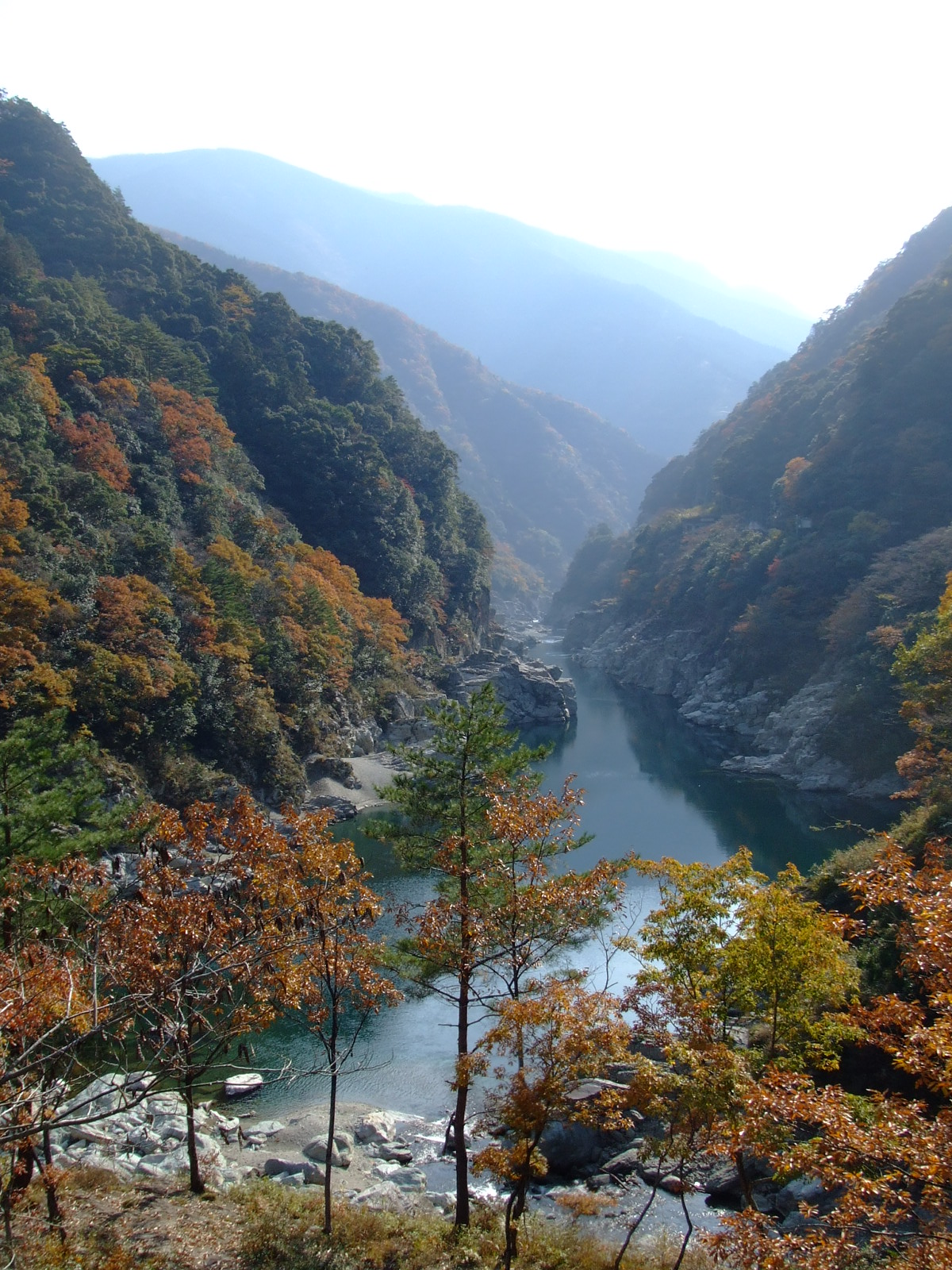
小歩危

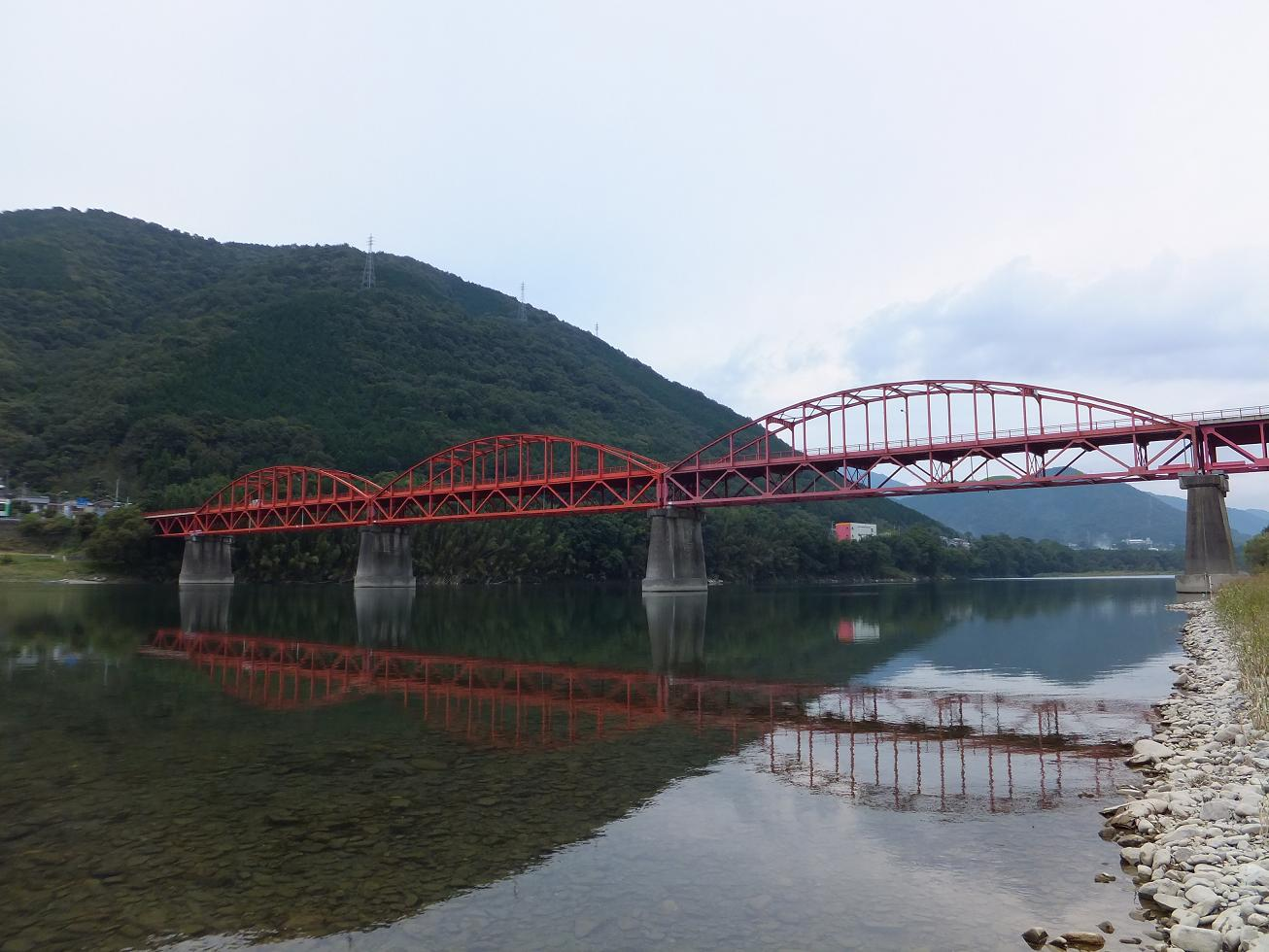
美馬橋

- 奥祖谷二重かずら橋
- 吾橋集落からの雲海
- 小便小僧
- 山城の鉄橋
- とびの巣渓谷
- 児啼爺像
- 青雲橋
- 大歩危小歩危
- 川人家長屋門
- 龍頭の滝
- 金剛の滝
- 旧三野町役場
- 健康とふれあいの森からの眺望
- 篪庵
- 三嶺
- 塔丸
- アザミ峠からの雲海
- 次郎笈からの眺望
- 半田岩の水車
- 池田うだつの町並み
- 塩塚高原
- 黒沢湿原
- 竜ヶ岳紅葉
- 武家屋敷旧喜多家
- 池田へそっ湖大橋
- 坪尻駅
- 下影の棚田
- 箸蔵寺
- 祖谷のかずら橋
- ひの字渓谷
- 落合集落展望所
- 龍宮崖公園吊り橋からの眺望
- 落合峠からの眺望

### つるぎ町
- 猿飼のソバ畑
- 家賀集落の民家
- 天の岩戸神楽（松尾神社）
- 白村集落
- 於安パーク
- 土釜
- 岡見堂
- 家賀の高地傾斜地集落（望郷乃丘）
- 天の岩戸
- 東福寺山門
- 蜂須神社と蜂須崖
- 桜づつみイルミネーション
- 鳴滝
- 貞光太田から美馬橋方面の眺望
- 旧柴内小学校
- 貞光二層うだつの町並み
- 旧永井家庄屋屋敷
- 織本屋
- 桜堂とひょうたん桜
- 吉良のエドヒガン桜
- 奥大野のアカマツ
- 赤羽根大師のエノキ
- 土々呂の滝

### 東みよし町
- 増川のしだれもみじ
- 金丸八幡神社
- 水の丸高原
- 吉野川の夕暮れカンドリ船のウナギ漁
- 法市農村舞台
- 吉野川を渡る中央構造線の露頭と断層崖

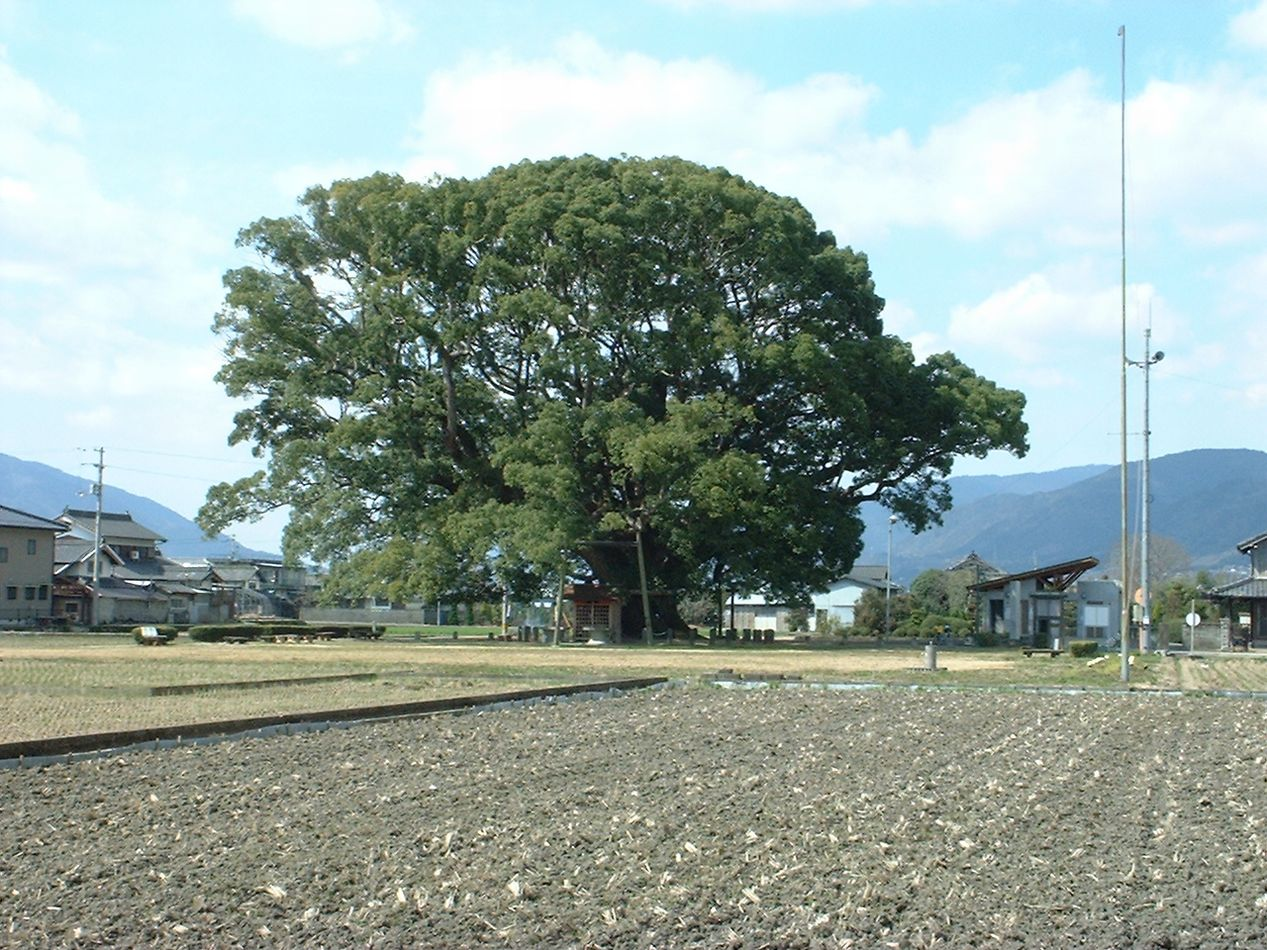
加茂の大クス

- 吉野川ハイウェイオアシスのイルミネーション
- 加茂農村公園の芝桜
- 昼間の鉄橋
- 美濃田の淵
- 加茂の大クス
- 桟敷峠からの眺望
- ゆめりあ34
- 六地蔵峠